# Vladimiro Montesinos
Vladimiro Montesinos Torres (Arequipa, 20 de mayo de 1945) es un exagente de inteligencia y abogado peruano, conocido sobre todo por su papel como jefe de facto del Servicio de Inteligencia Nacional (SIN) de Perú durante la presidencia de Alberto Fujimori. Montesinos fue ampliamente considerado como el poder detrás del trono en el gobierno de Fujimori y a menudo se le consideraba la verdadera autoridad, apoyado por las Fuerzas Armadas del Perú y los Estados Unidos.
En 1976 proporcionó a los EE. UU. una lista que detallaba el armamento de origen soviético del Perú y las nuevas adquisiciones de armas para una posible guerra con el Chile de Pinochet. Tras ser descubierto, fue dado de baja y denunciado por traición a la patria, pasando un año en prisión.
Al ganar Alberto Fujimori las elecciones presidenciales de 1990, designa a Montesinos como jefe del Servicio de Inteligencia Nacional del Perú (SIN), consejero de seguridad del Gobierno y el principal asesor presidencial entre 1990 y el año 2000. Colaboró en el diseño de la estrategia política para enfrentar a las redes terroristas de Sendero Luminoso y el Movimiento Revolucionario Túpac Amaru (MRTA). Sin embargo, ganó fama por formar parte de la red de corrupción instalada en el gobierno.
En septiembre de 2000, se develó un vídeo (el primer vladivideo) en el que Montesinos le entregaba USD 15 000 al congresista de la oposición Alberto Kouri para que se pasara a las filas del partido de Fujimori. Una semana después, fugó del Perú hacia Panamá tras el develamiento de una gran cantidad de filmaciones y grabaciones de voz en donde se le observa repartiendo dinero y favores a empresarios y políticos peruanos. Estos hechos marcaron el fin del fujimorato.
Las investigaciones revelaron la implicación de Montesinos en una amplia gama de actividades ilegales, como malversación, tráfico de drogas y organización de ejecuciones extrajudiciales. Posteriormente fue capturado, juzgado y condenado por múltiples cargos.
En 2006, fue condenado a una pena de veinte años de prisión por su participación directa en un acuerdo ilegal para proporcionar diez mil armas de asalto a las FARC. Montesinos fue el centro de una intrincada red de negociaciones para transportar los fusiles de asalto desde Jordania a la selva colombiana. En 2010, fue sentenciado a veinticinco años de pena efectiva junto a otros integrantes militares del Grupo Colina, por la matanza de Barrios Altos y la muerte de Pedro Yauri. El expresidente Alberto Fujimori fue igualmente sentenciado como «autor mediato» por este caso y la masacre de La Cantuta.

## Primeros años y educación
Nació en Arequipa en 1945; hijo de Francisco Montesinos y Montesinos y de Elsa Torres Vizcarra. Desciende del político y orador arequipeño Andrés Martínez de Orihuela, quien fuera ministro de Hacienda en 1833. Su tío Alfonso Montesinos y Montesinos fue abogado y senador. Su abuelo Guillermo Montesinos Pastor fue artista y su tía Adela Montesinos, poeta.
En 1966 se graduó como alférez de artillería en la Escuela Militar de Chorrillos, en Lima, Perú. Con el golpe militar de octubre de 1968 encabezado por el general Juan Velasco Alvarado fue destinado a un cuartel militar de Lima. Su relación amical con el hijo del general Ernesto Montagne le favoreció para concurrir a la universidad y continuar sus estudios de abogacía y sociología en la Universidad Nacional Mayor de San Marcos que terminaría abandonando.

## Carrera profesional

### Carrera militar

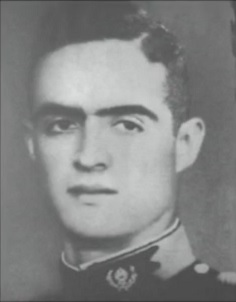
Montesinos como capitán del ejército peruano.

En 1973, durante la junta militar izquierdista del Gobierno Revolucionario de la Fuerza Armada, presidida por el general Juan Velasco Alvarado, Montesinos se convirtió en capitán de artillería del ejército peruano y fue nombrado ayudante del general Edgardo Mercado Jarrín, que fue presidente del Consejo de Ministros y jefe de las Fuerzas Armadas. Mientras trabajaba con Edgardo, Montesinos viajó a Argelia, Colombia, Cuba, Francia, España y Venezuela. Durante su visita a Cuba, se alojó con Raúl Castro como su invitado.
Cuando cayó el gobierno de Velasco en 1975, Montesinos pudo mantener su puesto en el ejército durante el gobierno más conservador del general Francisco Morales Bermúdez. También sería ayudante de los presidentes del Consejo de Ministros Guillermo Arbulú Galliani y Jorge Fernández-Maldonado. Montesinos redactó muchos de los discursos de los ministros del Gobierno y fue colaborador habitual de los periódicos limeños. También escribió varios tratados sobre una invasión de Chile y la concesión a Bolivia de un acceso al océano Pacífico.

### Espionaje para EE.UU
En 1974, el politólogo Alfred Stepan, de la Universidad Yale, recomendó a la Embajada de Estados Unidos en Lima que Montesinos recibiera la Beca de Líder Visitante Internacional, describiéndolo como «el más teóricamente sofisticado de los jóvenes militares en doctrina de seguridad nacional» y que tenía un «considerable potencial de liderazgo». Montesinos manifestó durante el proceso de nominación que deseaba reunirse con funcionarios de la Agencia Central de Inteligencia (CIA) y del Consejo de Seguridad Nacional de los Estados Unidos del presidente Gerald Ford para discutir las relaciones militares y económicas. El Departamento de Estado de los Estados Unidos y la CIA iniciaron entonces su relación con Montesinos.
Del 5 al 21 de septiembre de 1976, Montesinos viajó a Washington D. C., pagado por el gobierno de Estados Unidos, y se reunió con múltiples funcionarios estadounidenses, como Robert Hawkins, de la Oficina de Inteligencia Actual de la CIA; Luigi R. Einaudi, jefe de planificación de políticas de la división de América Latina del Departamento de Estado de los EE. UU.; Alfred Stepan, de la Universidad Yale; Albert Fishlow, de la Universidad de California en Berkeley; Riordan Roett, de la Universidad Johns Hopkins, y Abraham Lowenthal, de la Universidad del Sur de California. Tales viajes para individuos extranjeros proporcionados por Estados Unidos sólo se reservaban para reclutas destinados a llevar a cabo intereses estadounidenses.
A su regreso a Lima, fue detenido por no haber obtenido el permiso formal del gobierno para realizar el viaje. En 1977, el mayor José Fernández Salvatteci, del Servicio de Inteligencia del Ejército (SIE), acusó a Montesinos de los delitos de espionaje y traición a la patria, acusándole de entregar documentos militares a la embajada de Estados Unidos en Lima. Los documentos incluían una lista de armas que Perú había comprado a la Unión Soviética. La investigación posterior reveló que se habían encontrado en su poder documentos de alto secreto y que los había fotografiado y entregado copias a la CIA. Montesinos había viajado a Estados Unidos sin autorización del mando del ejército y había falsificado documentos militares para poder completar el viaje sin ser detenido.
Montesinos fue dado de baja deshonrosa del ejército y sentenciado a dos años en la prisión militar del Cuartel Bolívar en Pueblo Libre. Se trataba de una sentencia mucho menos severa que la habitual pena de muerte que era el castigo para los traidores durante el régimen militar. El embajador de Estados Unidos en Perú, Robert William Dean, se puso en contacto con el ministro de Relaciones Exteriores de Perú (Asuntos Exteriores), José de la Puente Radbill, para presionar por la liberación de Montesinos, mientras que al abogado que representaba al capitán del ejército encarcelado se le pidió que se pusiera en contacto con Einaudi. El General Mercado ordenó entonces que se retiraran los cargos.
Años más tarde, documentos desclasificados del Departamento de Estado de los EE. UU. revelaron la razón del interés de la CIA por Montesinos. En la década de 1970, Perú estaba gobernado por el único régimen de izquierdas de Sudamérica, un continente dominado por gobiernos de derechas. Enzarzado en la Guerra Fría con la Unión Soviética y temiendo su influencia en la región, así como la del gobierno comunista de Cuba, Estados Unidos buscaba información sobre las actividades en Perú. Montesinos conjuró y contó una historia sobre posibles atentados contra el rival de Perú en el sur, Chile, gobernado entonces por el dictador Augusto Pinochet, aliado de Estados Unidos.

#### Abogacía
Tras ser dado de baja en 1976, falsificó documentos para fingir que continuó sus estudios de Derecho en la Universidad Nacional Mayor de San Marcos. Dos años después, el 24 de julio de 1978, recibió el título de abogado. Según varios informes periodísticos, no está asentada la graduación ni titulación como abogado en ningún libro de la Oficina de Registro Central de la Universidad de San Marcos, por lo que Montesinos nunca obtuvo de modo regular su título profesional de abogado, a falta de documentos sustentatorios de la emisión del título. Para 2001, no cuenta con colegiatura por petición del Colegio de Abogados de Lima.
Se inscribió como abogado en la Corte Superior de Lima el 15 de agosto de 1978 y luego se incorporó al Colegio de Abogados de Lima, comenzando a representar legalmente evasores de impuestos y narcotraficantes colombianos y peruanos en los tribunales y a policías involucrados en el narcotráfico; en la década de 1980. 
Entre 1980 y 1983, colaboró con el diario Kausachum, dirigido por el exvocero del depuesto presidente Juan Velasco Alvarado, Augusto Zimmerman Zavala, con datos de espionaje telefónico en el seno del Ejército. El general Armando Briceño, cansado de sus acusaciones, amenazó con reabrir el proceso por traición a la patria. Ese hecho y una serie de publicaciones de la revista Caretas lo llevaron a marcharse del país y permanecer en Argentina. Dos años después, retornó al Perú y en 1985 defendió a todos los Jefes de la Policía y empresarios acusados por el Caso Villa Coca, "padrino" alias de Reynaldo Rodríguez López, el narcotraficante más poderoso en ese entonces. Se exculpó a los acusados, quienes fueron absueltos de la acusación fiscal durante el primer gobierno de Alan García.

## Fujimorato

### Plan Verde

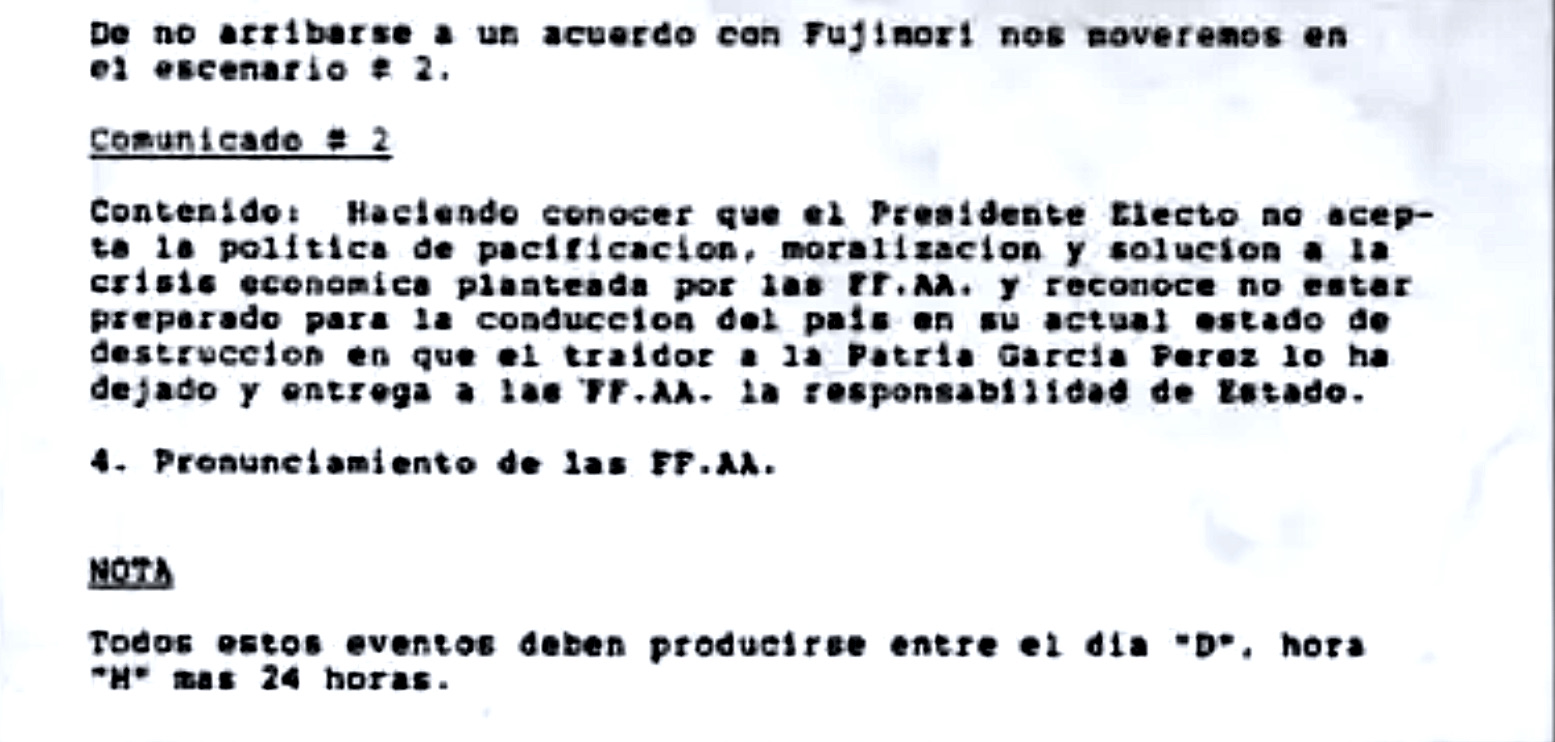
Parte de la adenda de la «Hoja de coordinación final» del Plan Verde redactada tras la elección de Alberto Fujimori

Durante su carrera de abogado, Montesinos fue contratado por Susana Higuchi, la esposa del ingeniero Alberto Fujimori, asistiendo a Higuchi luego de que ésta hiciera polémicos negocios en bienes raíces. Los papeles del caso desaparecieron y los cargos fueron retirados. Así empezó la relación entre Montesinos y Fujimori.
El periodista peruano Gustavo Gorriti informó de que Montesinos supuestamente utilizó un millón de dólares proporcionados por Pablo Escobar para financiar la campaña presidencial de Fujimori en las elecciones generales peruanas de 1990 para entrar como candidato tapado. Esto fue confirmado por el hermano de Escobar, Roberto, en una entrevista con la revista colombiana Cambio.
Además, existen pruebas de que Montesinos habría falsificado documentos fiscales y la partida de nacimiento de Fujimori, según la Harvard International Review. Antes de las elecciones, las Fuerzas Armadas peruanas crearon el Plan Verde, una operación militar clandestina desarrollada durante el conflicto armado interno de Perú que implicaba el genocidio de peruanos empobrecidos e indígenas, el control o censura de los medios de comunicación en la nación y el establecimiento de una economía neoliberal controlada por una junta militar en Perú. Los militares decidieron no cometer un golpe de Estado como se había esbozado inicialmente en el Plan Verde, ya que esperaban que Mario Vargas Llosa, un candidato neoliberal, saliera elegido en las elecciones de 1990. Según Fernando Rospigliosi, Montesinos no participó inicialmente en el Plan Verde, pero su capacidad para resolver problemas a los militares hizo que las fuerzas armadas le encomendaran la ejecución del plan con Fujimori, mientras que Alfredo Schulte-Bockholt diría que tanto el general Nicolás Hermoza como Montesinos fueron responsables de la relación entre las fuerzas armadas y Fujimori.

El analista político peruano Umberto Jara describiría la relación de Montesinos entre los militares y Fujimori:
«[Montesinos fue] el eslabón capaz de unir dos debilidades: un Ejército desprestigiado por la derrota que le inflingía la subversión y abrumado con las denuncias por graves violaciones de derechos humanos, y un anónimo político, absolutamente solitario, sin organización partidaria ni base social...».
Mario Vargas Llosa informó más tarde de que el embajador de Estados Unidos en Perú, Anthony C. E. Quainton, le dijo personalmente que los supuestos documentos filtrados de la CIA que supuestamente apoyaban la candidatura de Fujimori eran auténticos. Silvio Rendón escribe que Estados Unidos apoyó a Fujimori por su relación con Montesinos.
La campaña de Fujimori explotó la desconfianza popular en la clase política peruana existente y la incertidumbre sobre las reformas económicas neoliberales propuestas por su oponente Vargas Llosa. Fujimori ganaría las elecciones y, según la revista Oiga, el 18 de junio de 1990 las fuerzas armadas ultimaron planes que incluían múltiples escenarios para un golpe que se ejecutaría el 27 de julio de 1990, un día antes de la toma de posesión de Fujimori. La revista señaló que en uno de los escenarios, titulado «Negociación y acuerdo con Fujimori. Bases de negociación: concepto de Democracia dirigida y Economía de mercado», Fujimori debía ser dirigido a aceptar el plan de los militares por lo menos veinticuatro horas antes de su toma de posesión. Rospigliosi escribe que el jefe del Servicio de Inteligencia Nacional (SIN), general Edwin Díaz, junto a Montesinos también jugaron un papel clave para que Fujimori acatara las exigencias de los militares. Díaz y Montesinos habrían convencido a Fujimori de que estaba en la mira del Movimiento Revolucionario Túpac Amaru e hicieron que Fujimori se quedara en el Círculo Militar, limitando su acceso sólo a oficiales militares. También afirma que «se produjo un entendimiento entre Fujimori, Montesinos y algunos de los militares» involucrados en el Plan Verde antes de la asunción de Fujimori. Montesinos y los oficiales del SIN asumirían finalmente la posición de las fuerzas armadas en el plan, colocando a los operativos del SIN en roles de liderazgo militar.
Después de que Fujimori ganara las elecciones presidenciales el 28 de julio de 1990, Montesinos se convirtió en su principal asesor y en el jefe de facto del SIN. Fujimori adoptaría muchas de las políticas esbozadas en el Plan Verde. Pocos días después de que Fujimori asumiera el poder, Estados Unidos comunicó en cables diplomáticos su preocupación por la creación de escuadrones de la muerte paramilitares por parte de Montesinos. La Administración de Control de Drogas (DEA), según los documentos, creía en 1990 que Montesinos gobernaba efectivamente Perú a través del SIN. Exgenerales y comandantes peruanos también informaron a Estados Unidos de que Montesinos controlaba a Fujimori. Montesinos habría hecho entonces que Fujimori nombrara a antiguos oficiales de artillería para dirigir sectores clave de los puestos civiles y militares, incluidos el Ministerio de Defensa de Perú y el Ministerio del Interior, dando efectivamente a Montesinos el control del ejército de Perú. En una declaración a un colega de la época, Montesinos comentaría: «[Fujimori] es completamente maleable: No hace nada sin mi conocimiento».Hannah Hennessy diría que «Montesinos dirigió de facto Perú desde la sombra durante toda la década de 1990».

### Relaciones con Estados Unidos
Mientras dirigió el SIN durante la década de 1990, Montesinos sirvió a los intereses de Estados Unidos en múltiples ocasiones, según la Harvard International Review. Al parecer, Estados Unidos mantuvo una relación con Montesinos como forma de tener influencia directa en Perú; el jefe del SIN despejaría los obstáculos burocráticos y aplicaría inmediatamente las recomendaciones de la CIA. Durante sus años con Fujimori, Montesinos habría cobrado de la CIA un millón de dólares anuales entre 1990 y 2000, según funcionarios estadounidenses, mientras que la CIA y la DEA lo defendían de acusaciones de mala conducta. En una carta enviada a Montesinos en 1998 por el jefe de la CIA en Lima, el funcionario estadounidense admiraría el «liderazgo, dedicación y profesionalismo» de Montesinos.
Montesinos estuvo directamente implicado en ayudar a las empresas estadounidenses a establecer negocios en Perú, mediar en los esfuerzos antidroga dirigidos por Estados Unidos en el ejército y la fuerza aérea peruanos y obtener dinero para las misiones antinarcóticos de Estados Unidos en Perú previa petición. Uno de sus mayores logros para Estados Unidos fue la concesión de la mayoría de los derechos mineros de la mina de Yanacocha —la cuarta mina de oro más grande del mundo— a la empresa estadounidense Newmont. La empresa minera francesa Bureau de Recherches Géologiques et Minières (BRGM) descubrió Yanacocha, aunque Newmont solicitó derechos mayoritarios para acceder a la mina, lo que suscitó una disputa judicial entre ambas. El embajador de Estados Unidos en Perú, Dennis Jett, dijo al gobierno de Fujimori que «cualquier apariencia de sucumbir a la presión francesa alimentaría los rumores de corrupción en el sistema judicial peruano y ahuyentaría así a los inversores internacionales», y Montesinos dijo más tarde a un juez de la Corte Suprema del Perú encargado de la decisión que si ésta no era favorable a Newmont, entonces Estados Unidos no apoyaría la disputa territorial de Perú con Ecuador desde la guerra del Cenepa. La Corte Suprema decidió finalmente por 4-3 a favor de conceder los derechos a Newmont.

### Represión política
La DEA documentó en diciembre de 1990, que Montesinos utilizó actos ilegales de vigilancia tanto a nivel nacional como internacional.
Montesinos es ampliamente acusado de amenazar o acosar a los opositores políticos de Fujimori. Las pruebas demuestran que supervisó un escuadrón de la muerte conocido como el Grupo Colina, parte del Servicio de Inteligencia Nacional, que se cree que fue responsable de la masacre de Barrios Altos y de la masacre de La Cantuta, acciones destinadas a reprimir a Sendero Luminoso, el principal movimiento insurgente comunista que operaba desde los años ochenta, pero que sólo se saldaron con la ejecución de civiles. Montesinos evitó la violencia a gran escala contra los opositores, alegando que quería evitar realizar actos «torpes» como los ocurridos bajo el mandato del presidente chileno Augusto Pinochet. En su lugar, la violencia se dirigió contra campesinos y estudiantes, evitando a personas prominentes para permanecer encubierta.
Cuatro oficiales que fueron torturados durante los interrogatorios tras urdir un contragolpe de Estado contra Fujimori en noviembre de 1992 declararon posteriormente que Montesinos participó activamente en su tortura. El 16 de marzo de 1998, la exagente de inteligencia del ejército peruano Luisa Zanatta acusó a Montesinos de ordenar escuchas telefónicas ilegales de importantes políticos y periodistas. Zanatta también dijo que agentes de inteligencia del ejército habían matado a su colega Mariella Barreto Riofano porque dio a una revista información sobre violaciones de derechos humanos, así como la localización de cuerpos de la masacre de La Cantuta. Zanatta declaró que, a principios de 1997, Barreto le había dicho que formaba parte del escuadrón de la muerte Grupo Colina, responsable de la masacre de La Cantuta. El cuerpo desmembrado de Barreto fue encontrado al borde de una carretera el 29 de marzo de 1997, y mostraba evidencias de tortura antes de la muerte y mutilaciones.

### Control de los medios de comunicación
Durante los años de Fujimori, Montesinos obtuvo un amplio control sobre los medios de comunicación peruanos sobornando a ejecutivos de canales de televisión en un esfuerzo por conocer y controlar toda la información dentro de Perú. Los sobornos oscilaron entre aproximadamente 500.000 dólares al mes a los canales 2 y 5 hasta 1,5 millones de dólares al mes al canal 4. En total, Montesinos pagó más de 3 millones de dólares mensuales en sobornos a los canales de televisión peruanos.
Montesinos canalizó fondos adicionales a los canales de televisión a través de la publicidad gubernamental. De 1997 a 1999, el gobierno peruano incrementó su presupuesto publicitario en un 52 %, convirtiéndose en el mayor anunciante de Perú. En última instancia, Montesinos tenía el control editorial de las cadenas de televisión en abierto de Perú: Frecuencia Latina, América Televisión, Panamericana Televisión, ATV y Red Global.
Para mantener este control, estructuró los pagos de sobornos en cuotas mensuales, limitando el riesgo de deserción por parte de los propietarios de los canales de televisión. También se aseguraba una cooperación continua mediante el chantaje, utilizando pruebas de vídeo de indiscreciones sexuales de los receptores de los sobornos. Para hacer un seguimiento de los numerosos sobornos y obtener más pruebas de la complicidad de los propietarios, que también podían utilizarse como chantaje, Montesinos filmó los intercambios monetarios y obligó a los ejecutivos de los canales a firmar contratos en los que se estipulaba el grado de influencia que esperaba a cambio del soborno monetario establecido.
El gobierno de Fujimori también controlaba el contenido de Canal 7, Televisión Nacional del Perú (TV Perú), ya que era explícitamente estatal. Canal N seguía siendo el único canal de televisión independiente, financiado en su totalidad por las cuotas mensuales del servicio. Montesinos no sobornó a Canal N debido a su escasa audiencia, que no superaba las decenas de miles de telespectadores, como consecuencia de lo inasequible de las cuotas ensuales para la mayoría de los peruanos. Canal N fue la primera cadena en emitir la cinta de vídeo de Kouri, que ponía al descubierto el alcance de la corrupción de Montesinos.
El 14 de julio de 1997, el gobierno despojó ilegalmente a Baruch Ivcher, de origen israelí, de su nacionalidad peruana por supuestas ofensas al gobierno. Esta acción fue revertida por la Corte Interamericana de Derechos Humanos en el caso Ivcher Bronstein c. Perú.
En septiembre de 1997, el control de Canal 2 pasó a manos de accionistas minoritarios más afines al gobierno. En respuesta, el ex secretario general de Naciones Unidas, Javier Pérez de Cuéllar, declaró: «Perú ya no es una democracia. Ahora somos un país dirigido por un régimen autoritario».

### Elecciones de 2000
Las elecciones presidenciales de 2000, que siguieron a años de violencia política, fueron controvertidas. Un periodista afirmó tener una cinta de vídeo en la que Montesinos sobornaba a funcionarios electorales para amañar la votación. Afirmó haber sido secuestrado por agentes de la policía secreta, que le aserraron el brazo hasta los huesos para que entregara la cinta. Ante tales tácticas, la administración Clinton amenazó brevemente con no reconocer la victoria de Fujimori. Se retractó de esta amenaza y presionó al gobierno de Fujimori para que tomara medidas para erradicar los abusos, incluida la destitución de Montesinos.
La continuación de la agitación política en Perú habría representado un grave problema en el inicio de las operaciones estadounidenses contra las FARC en Colombia. Perú era necesario como base de operaciones y apoyo defensivo contra las guerrillas asentadas en el sur de Colombia, no lejos de la frontera peruana.

### Denuncias por tráfico de drogas
En agosto de 1990, la DEA tuvo conocimiento de que Montesinos estaba implicado en el pago por la inmunidad de narcotraficantes. Circularon denuncias de que Montesinos y el general Nicolás Hermoza Ríos, jefe del Estado Mayor Conjunto de Perú, recibían dinero de protección de narcotraficantes. Documentos desclasificados posteriormente por el gobierno de Estados Unidos mostraron que en 1996 la Administración de Control de Drogas (DEA) estaba al tanto de las acusaciones. A pesar de las pruebas de que Montesinos tenía negocios con narcotraficantes colombianos, la CIA pagó a la organización de inteligencia de Montesinos un millón de dólares al año durante 10 años para luchar contra el narcotráfico.[cita requerida]
Uno de los escándalos más sonados durante este periodo fue la incautación, el 11 de mayo de 1996, de entre 169-176 kg de cocaína a bordo de un Douglas DC-8 de la Fuerza Aérea del Perú (frecuentemente confundido en los medios de comunicación como el Boeing 737 presidencial, ya que había operado en esta función hasta la adquisición del Boeing) que estaba a punto de partir en una misión a Rusia (con escalas en las Canarias y Burdeos), transportando equipos de aviación militar para su mantenimiento. Una investigación de 2011 reveló que unos cuatro envíos de droga se hicieron al extranjero, con Miami como destino, en aviones de la Fuerza Aérea durante 1993-1994. Sólo los autores materiales (varios oficiales de bajo rango) fueron procesados, absueltos y defendidos públicamente por Fujimori a finales de 1997 (entre ellos el edecán de Fujimori que formaba parte de la tripulación del avión).
El capo peruano Demetrio Chávez Peñaherrera testificó que Montesinos era un protector del narcotráfico. Durante una audiencia celebrada el 16 de agosto de 1996, Chávez Peñaherrera declaró que había sobornado a miembros de las Fuerzas Armadas peruanas y al propio Montesinos, como jefe efectivo del Servicio de Inteligencia del Perú (SIN), para poder operar libremente en Campanilla, una zona selvática de la región del Huallaga (donde operaba una pista de aterrizaje ilegal). Las grabaciones de las comunicaciones por radio presentadas durante el juicio demostraron que miembros del ejército habían permitido a la organización de Chávez operar libremente en la región del Huallaga a cambio de sobornos. Durante una última comparecencia ante el tribunal, Chávez pareció torturado y drogado, lo que se evidenció por su habla incoherente. Después de la sentencia, mientras estaba en prisión, Chávez habló con la prensa y reveló que Montesinos le dijo en un momento dado que «hizo algunos trabajos» con Pablo Escobar, líder del Cartel de Medellín.
Montesinos cobró 50.000 $ mensuales durante 1991 y 1992. Como prueba, el gobierno presentó durante el juicio de Chávez grabaciones de comunicaciones por radio entre sus narcotraficantes y miembros de las Fuerzas Armadas que atestiguaban el soborno a Montesinos. Además, Chávez dijo que tanto el general retirado Nicolás de Bari Hermoza, exjefe del Comando Conjunto de las Fuerzas Armadas, como Fujimori tenían pleno conocimiento de los actos ilícitos de Montesinos.

### Acciones contra Sendero Luminoso
Según el mismo Montesinos, como jefe del SIN, colaboró en la «ley de arrepentimiento» materializada en el Decreto Ley n.º 25497 de 1992 durante el gobierno de Fujimori. Dicha norma legal fue concebida y diseñada desde el Servicio de Inteligencia Nacional (SIN), con la finalidad de obtener información y golpear a los aparatos partidarios de las redes terroristas.
Durante la vigencia de la ley de arrepentimiento, se acogieron 8226 terroristas a los beneficios que en ella se establecía. Uno de esos arrepentidos fue el senderista Luis Alberto Arana Franco, alias Manuel, quien fue la persona que brindó, a los miembros del GEIN de la Dincote, la información que posibilitó la ubicación y captura de Abimael Guzmán, Elena Iparraguirre Revoredo y tres integrantes del Comité Central.
Fujimori dispuso que Vladimiro Montesinos, como jefe del Servicio de Inteligencia Nacional (SIN) tomara contacto con estos terroristas para que depusieran su actitud. Así, Montesinos formuló el Plan de Inteligencia Misti 92 que consistía en entablar conversaciones con los cabecillas terroristas con la finalidad de obtener información. El plan culminó a fines del año 1995, cuando la red terrorista Sendero Luminoso se dividió en dos bloques antagónicos entre sí: El bloque escisioncita PROSEGUIR, que buscaba la continuación de la guerra interna en el país y era comandado por Óscar Ramírez Durand (a) «Feliciano» y tenía como sus lugartenientes a Víctor Quispe Palomino (a) «José» y Leonardo Huamaní Zúñiga (a) «Alipio», estableciendo como su área de sus operaciones el VRAEM. El otro bloque, conducido por Abimael Guzmán, proponía el cese de las operaciones terroristas en todo el país bajo las consignas de «pasar de tiempos de guerra a tiempos de paz» y de «lucha política con armas a lucha política sin armas». 
La Comisión de la Verdad y Reconciliación en su libro Hatun Willakuy señala: «El único punto concedido por Montesinos fue facilitar el desplazamiento de dirigentes senderistas por las prisiones para conseguir alinear a los militantes con la propuesta de Guzmán. Su evidente propósito era lograr la escisión del PCP-SL, objetivo que consiguió (...)».

### Control de medios
En 1997, la cadena de televisión Frecuencia Latina perteneciente al empresario Baruch Ivcher, de quien se sospecha tenía una sociedad comercial con Montesinos —pero según la periodista Sally Bowen «por razones hasta hoy desconocidas» terminó peleado con este— emitió una denuncia donde la agente del Servicio de Inteligencia del Ejército (SIE) Leonor La Rosa, fue torturada por agentes militares. Ese mismo año se encontró el cuerpo decapitado de otra agente del SIE, Mariela Barreto. El gobierno le retiró la nacionalidad peruana al dueño del canal.

## Caída
En septiembre de 2000, los congresistas Fernando Olivera Vega y Luis Iberico junto a la ex primera dama, Susana Higuchi mostraron un vídeo (el primer vladivideo) a todo el país, en el que Montesinos le entregaba 15 000 $ al congresista de la oposición Alberto Kouri para que se pasara a las filas del partido de Fujimori, Perú 2000. Cuando el vídeo fue emitido en señal abierta por medio del Canal N, Fujimori decidió intervenir la casa de su exesposa, Trinidad Becerra, con el nombre de un falso fiscal para sacar pruebas que pudieran inculparlo. Una semana después, Montesinos viajó a Panamá para supuestamente recibir asilo político. No obstante, en octubre vuelve al Perú para luego partir en un velero hacia un paradero desconocido (se presumía haber fugado a Costa Rica). Mientras que Fujimori fingía realizar esfuerzos tratando de localizarlo en un suburbio de Chaclacayo.
En junio del 2001 Montesinos es encontrado en Venezuela y extraditado al Perú de forma secreta por el gobierno venezolano.
Debido a la estrategia de Montesinos por grabar todas sus reuniones (sin conocimiento de sus interlocutores), se cuenta con una gran cantidad de vladivideos y vladiaudios (filmaciones y grabaciones de voz) en donde se le observa en la cúspide de su poder repartiendo dinero y favores a empresarios y políticos peruanos, entre ellos los empresarios televisivo Ernesto Schutz Landazuri, José Enrique Crousillat y su hijo José Francisco Crousillat, el banquero Dionisio Romero Seminario y a algunos empresarios chilenos (véase Caso Lucchetti).

## Juicios
Montesinos fue condenado por malversación, asunción ilegal de su cargo de jefe de inteligencia, abuso de poder, tráfico de influencias y soborno. Esos cargos conllevaban condenas de entre cinco y quince años cada uno, pero las penas de prisión peruanas se cumplen simultáneamente, por lo que los fiscales siguieron persiguiéndole por cargos adicionales. Fue absuelto de dos cargos específicos de corrupción y conspiración relacionados con el alcalde de Callao, a quien supuestamente ayudó a eludir cargos de narcotráfico. Montesinos fue encarcelado en el Centro de Reclusión de Máxima Seguridad (CEREC) del Callao (que se construyó bajo sus órdenes en la década de 1990) y cumple 15 años de prisión, pero tendrá que afrontar al menos 8 juicios más en los próximos años. En total fue acusado de sesenta y tres delitos que van desde el narcotráfico hasta el asesinato.
En 2024 admitió, en un nuevo juicio, su responsabilidad en los delitos de homicidio calificado, asesinato con alevosía (en el caso Caraqueño-Pativilca) y asesinato y desaparición forzada (en el caso La Cantuta).

## Encarcelamiento y condenas
En agosto de 2004, funcionarios estadounidenses devolvieron a Perú 20 millones de dólares en fondos malversados por Montesinos; habían sido depositados en bancos estadounidenses por dos hombres que trabajaban para él. El entonces presidente del Consejo de Ministros Carlos Ferrero y otros fiscales creían que la cantidad total malversada por Montesinos durante su mandato en el Servicio de Inteligencia Nacional superaba los mil millones de dólares, la mayor parte depositados en bancos extranjeros.
En octubre de 2004, Wilmer Yarleque Ordinola, de 44 años, fue detenido en Virginia (Estados Unidos) y condenado por fraude de inmigración. Había estado trabajando como obrero de la construcción sin papeles. El gobierno peruano solicitó su extradición como presunto miembro del Grupo Colina de Montesinos y responsable de 26-35 muertes o «desapariciones» que la Comisión de la Verdad y Reconciliación (Perú) le atribuyó. En octubre de 2004, Yarleque estaba detenido por los marshals de los EE. UU. en Alexandria (Virginia). Al sospechoso se le concedió inicialmente un recurso de habeas corpus, ya que argumentaba que no podía ser extraditado por delitos políticos cometidos para el gobierno, pero el Tribunal de Apelaciones de Estados Unidos para el Cuarto Circuito revocó esa decisión en 2005, abriendo el camino para su extradición.
Montesinos fue condenado en septiembre de 2006 a una pena de 20 años de prisión por su implicación directa en un negocio ilegal de armas para suministrar 10.000 armas de asalto a los rebeldes colombianos. Los jueces del tribunal dictaron sentencia basándose en pruebas que situaban a Montesinos en el centro de una intrincada red de negociaciones destinada a transportar fusiles de asalto desde Jordania a las Fuerzas Armadas Revolucionarias de Colombia (FARC).
En 2007 Montesinos fue juzgado por ordenar las ejecuciones extrajudiciales de los rehenes del izquierdista Movimiento Revolucionario Túpac Amaru (MRTA) durante la crisis de los rehenes de la embajada japonesa en 1997. El exjefe de las FF. AA., Nicolás de Bari Hermoza, y el coronel retirado Roberto Huamán también fueron acusados de ordenar la ejecución extrajudicial de los 14 rebeldes. Esta acción se produjo tras la incursión de un comando gubernamental en abril para liberar a los más de 70 diplomáticos que llevaban más de cuatro meses secuestrados en la embajada de Japón en Lima. La recaptura por parte de las fuerzas especiales peruanas se saldó con la muerte de un rehén, dos comandos y todos los rebeldes del MRTA. El ex agregado político japonés Hidetaka Ogura, uno de los rehenes liberados de la embajada, declaró que vio al menos a tres de los rebeldes del MRTA capturados vivos. Montesinos, Hermoza y Huamán fueron absueltos de esos cargos en 2012, ya que el tribunal consideró que no se había probado una cadena de mando que vinculara a los acusados con los asesinatos.
En agosto de 2012 Montesinos y el exjefe de la Fuerza Aérea del Perú, Waldo Richter, fueron absueltos de narcotráfico por el caso del avión de la Fuerza Aérea de 1996. Había sido involucrado por varios narcotraficantes.

### Vladiaudios
Tras las elecciones generales peruanas de 2021, una serie de grabaciones de audio filtradas, conocidas como los «vladiaudios», implicaron a Vladimiro Montesinos en una serie de presuntas actividades ilícitas. Montesinos, encarcelado en el penal de máxima seguridad CEREC, habría participado en al menos 17 llamadas telefónicas a teléfonos fijos. El objetivo de estas llamadas era impedir que el candidato presidencial de izquierdas Pedro Castillo asumiera el cargo y proteger a Keiko Fujimori de su encarcelamiento. La revelación de las grabaciones fue atribuida en parte a Fernando Olivera.
Uno de los audios filtrados revela que Montesinos esbozó un plan para que el marido de Fujimori se dirigiera a la embajada de Estados Unidos en Lima. El objetivo era presentar documentación del «fraude» a la Oficina de Asuntos Regionales y a la Agencia Central de Inteligencia. Montesinos habría afirmado que ya se había puesto en contacto con la embajada, asegurando que los documentos llegarían al presidente Joe Biden. Además, sugirió que el gobierno de Biden denunciaría la elección como una interferencia de Cuba, Nicaragua y Venezuela, dando así credibilidad a las acusaciones de fraude de Fujimori.
En otra serie de audios, se escucha a Montesinos proponer a Pedro Rejas Tataje, militar retirado y miembro de Fuerza Popular, sobornar a tres magistrados electorales del Jurado Nacional de Elecciones (JNE). Estos magistrados eran los encargados de revisar los polémicos resultados electorales. En los audios se sugirió un soborno de un $ 1 000 000 a cada uno y dio instrucciones a Tataje para que se pusiera en contacto con el abogado Guillermo Sendón. Al parecer, Sendón se puso en contacto posteriormente con el magistrado del JNE Luis Arce Córdova. El 11 de junio de 2021, un día después de esta conversación, el JNE amplió el plazo para presentar denuncias de anulación de las elecciones, a pesar de que el plazo máximo ya había vencido.
Tras la filtración de los audios, Pedro Rejas Tataje difundió grabaciones adicionales, afirmando que las había recogido debido a sus sospechas sobre la implicación de Montesinos en actividades ilegales. Posteriormente, Tataje manifestó su convencimiento de que Montesinos estaba directamente relacionado con la campaña de Keiko Fujimori. 
Los políticos de derecha en Perú y parte de los medios de comunicación tradicionales restaron importancia a los audios de Montesinos. IDL-Reporteros, una organización de periodismo de investigación, acusó a la Marina de Perú de deshonestidad en su declaración conjunta, en la que afirmaba que Montesinos sólo había participado en dos llamadas telefónicas. IDL cuestionó cómo la Marina pudo haber pasado por alto las 17 llamadas y 12 conversaciones en el CEREC, dada su condición de institución con la inteligencia electrónica más avanzada dentro de las Fuerzas Armadas. En respuesta a estas acusaciones, el Ministerio de Defensa peruano inició una investigación. El 25 de agosto de 2021, el presidente Pedro Castillo anunció que Montesinos había sido trasladado a la prisión Ancón II para cumplir el resto de su condena, y cuatro oficiales de la prisión naval fueron reemplazados.

### Propuestas de candidatura presidencial
En 2025, el partido político Willy Quintanilla, personero legal de Por Amor al Perú, le propuso al exasesor presidencial participar en los comicios de 2026 con su partido. El Jurado Nacional de Elecciones no legalizó esta propuesta. Se ha confirmado la creación de una cuenta de TikTok para promocionar su presunta candidatura.

## Publicaciones
Montesinos es autor de siete libros sobre temas de inteligencia y contrainteligencia:
- Peón de ajedrez, análisis político sobre la izquierda latinoamericana.
- Ídolos de barro, análisis y estudio de las redes de inteligencia cubana y venezolana.
- Guerra sin rostro, análisis de las redes terroristas Al Qaeda, Hamas y Hezbolá.
- Sin Sendero, alerta temprana, examina acción de la red terrorista Sendero Luminoso en el siglo XXI.
- Espionaje chileno, operaciones especiales de inteligencia contra el Estado Peruano, describe cómo operan sus aparatos de inteligencia militar en Perú.
- Sin Sendero, alerta temprana II, advierte sobre las implicancias que representa para la Seguridad Nacional la reconstitución de la red terrorista Sendero Luminoso.
- Operación militar Chavín de Huántar. CON EL TERRORISMO NO SE NEGOCIA, narra los antecedentes y detalles de cómo fue planificada y ejecutada.[53]